# Ctenucha affinis
Ctenucha affinis là một loài bướm đêm thuộc phân họ Arctiinae, họ Erebidae.